# 柴田次郎
柴田 次郎（しばた じろう、1962年12月25日 - ）は、新潟県出身の俳優。マックスプロモート所属。
身長173cm。体重62kg。趣味・特技は絵画、バスケットボール、レタリング、大工仕事、剣道（初段）。

## 出演作品

### テレビドラマ
NHK
- 夏雲あがれ（2007年）
- シングルマザーズ（2012年） - セミレギュラー[1]
- 大河ドラマ 青天を衝け（2021年）

日本テレビ系
- ごくせん（2002年）
- 光とともに…〜自閉症児を抱えて〜（2004年）
- 喰いタン2（2007年）
- 働きマン（2007年）
- おせん（2008年）
- 銭ゲバ（2009年）
- 黄金の豚-会計検査庁 特別調査課-（2010年）
- トッカン -特別国税徴収官-（2012年）
- 殺人偏差値70（2014年）
- 真犯人フラグ 第11話（2022年1月9日）- cafeひつじ店主 役

TBS系
- 君が教えてくれたこと（2000年）
- 池袋ウエストゲートパーク（2000年）
- オヤジぃ。（2000年）
- 真夏のメリークリスマス（2000年）
- ハンドク!!!（2000年）
- プリティガール〜Pretty Girls〜（2002年）
- First Love（2002年）
- 末っ子長男姉三人（2003年）
- 砂時計（2007年）
- 特急田中3号（2007年）
- 肩ごしの恋人（2007年）
- ハタチの恋人（2007年）
- 愛のうた!（2007年）
- 女子刑務所東三号棟 7（2008年）
- Tomorrow〜陽はまたのぼる〜（2008年）
- 特上カバチ!!（2010年）
- SPEC（2010年） - 芝主小次郎 役
- ブラックボード〜時代と戦った教師たち〜（2012年）
- ATARU（2012年）
- パパドル!（2012年）
- 橋田壽賀子ドラマスペシャル 妻が夫をおくるとき（2012年）
- ダメな私に恋してください（2016年）
- 渡る世間は鬼ばかり（2016年）
- 仰げば尊し（2016年）

フジテレビ系
- ハコイリムスメ!（2003年）
- 鬼嫁日記（2005年）
- 出るトコ出ましょ!（2007年）
- 白い春（2009年） - 田所 役
- 地下鉄サリン事件 15年目の闘い〜あの日、霞ヶ関で何が起こったのか〜（2010年）
- ストロベリーナイト（2012年）
- 息もできない夏（2012年）
- リーガル・ハイ（2013年）
- 花嫁のれん（2015年） - 服部 役
- 銭の戦争（2015年）
- 悪魔の弁護人・御子柴礼司 〜贖罪の奏鳴曲〜（2020年） - 日浦頌栄 役

テレビ朝日系
- 逮捕しちゃうぞ（2002年）
- 霊感バスガイド事件簿（2004年）
- 時効警察（2006年）
- 7人の女弁護士（2006年）
- 家族〜妻の不在・夫の存在〜（2006年）
- 女帝（2007年）
- ロト6で3億2千万円当てた男（2008年）
- 四つの嘘（2008年）
- 熱海の捜査官（2010年）
- 匿名探偵（2012年）
- ダブルス〜二人の刑事（2013年）
- 松本清張 黒い福音〜国際線スチュワーデス殺人事件〜（2014年）
- 日曜プライム 「黒薔薇 刑事課強行犯係 神木恭子2」（2019年） ‐ 野際検視官

テレビ東京系
- GO!GO!HEAVEN!（2005年）
- コスプレ幽霊 紅蓮女（2008年）
- 特命刑事 カクホの女2（2019年） ‐ 本橋周三（警務部長）

WOWOW
- 水晶の鼓動 殺人分析班（2016年）※レギュラー

### Web
- エセ肉食女の恋愛事情（2011年）